# Leichtathletik-Europameisterschaften 2006/3000 m Hindernis der Frauen

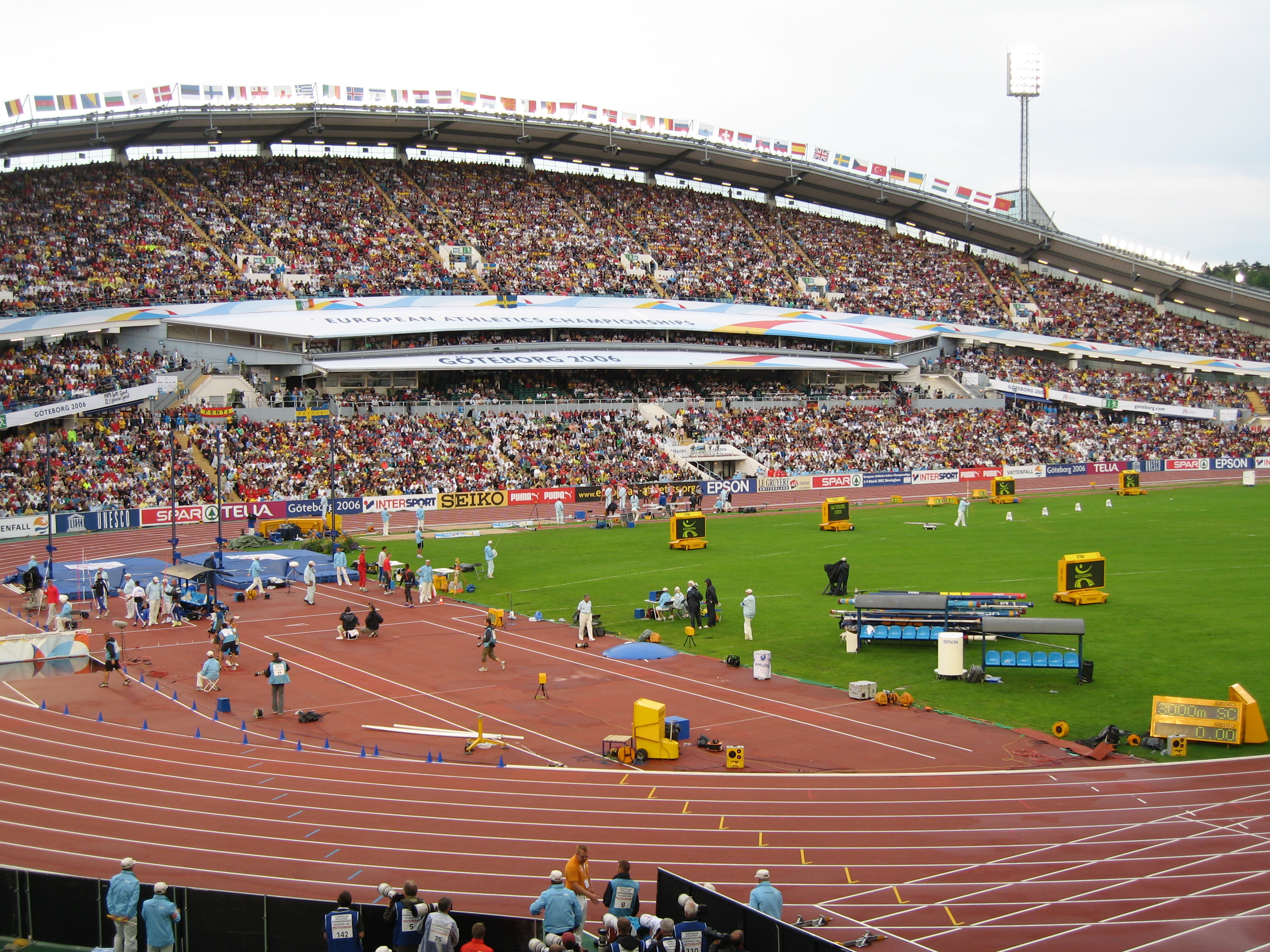
Das Ullevi-Stadion in Göteborg während der Europameisterschaften 2006

Der 3000-Meter-Hindernislauf der Frauen bei den Leichtathletik-Europameisterschaften 2006 wurde am 10. und 12. August 2006 im Ullevi-Stadion der schwedischen Stadt Göteborg ausgetragen.
Der Wettbewerb stand für Frauen zum ersten Mal auf dem Programm von Europameisterschaften. Damit war im Bereich Laufen die letzte noch fehlende Angleichung des Angebots für Frauen an das der Männer vollzogen. Es gab jetzt nur noch eine Disziplin im Katalog von Europameisterschaften, die alleine den Männern vorbehalten war, das war das 50-km-Gehen. Auch diese Lücke wurde dann 2018 in Berlin geschlossen. Von 2022 an wurde die Distanz der langen Gehstrecke für Männer und Frauen auf 35 Kilometer verkürzt. Unterschiede im Wettbewerbsprogramm für Frauen und Männer gab es von 2018 an alleine bei den Gewichten von Wurfgeräten, in den Höhen der Hürden und der Länge der kurzen Hürdensprintstrecke, sowie schließlich im Mehrkampf.
Europameisterin wurde Belarussin die Alessja Turawa, Schwester der Siegerin im 20-km-Gehen Ryta Turawa. Den zweiten Rang belegte die Russin Tatjana Petrowa. Die Polin Wioletta Janowska errang die Bronzemedaille.

## Rekorde

### Bestehende Rekorde
| Weltrekord           | 9:01,59 min                                         | Gulnara Samitowa                                    | Heraklion, Griechenland                             | 4. Juli 2004                                        |
| Europarekord         | 9:01,59 min                                         | Gulnara Samitowa                                    | Heraklion, Griechenland                             | 4. Juli 2004                                        |
| Meisterschaftsrekord | Wettbewerb erstmals im Europameisterschaftsprogramm | Wettbewerb erstmals im Europameisterschaftsprogramm | Wettbewerb erstmals im Europameisterschaftsprogramm | Wettbewerb erstmals im Europameisterschaftsprogramm |

### Erste Europameisterschaftsrekorde/Weitere Rekordverbesserungen
- Als erste EM-Rekorde gab es folgende Zeiten:
  - 9:42,08 – Tatjana Petrowa (Russland), erster Vorlauf am 10. August
  - 9:37,01 – Alessja Turawa (Belarus), zweiter Vorlauf am 10. August
  - 9:26,05 – Alessja Turawa (Belarus), Finale am 12. August
- Darüber hinaus wurden folgende fünf neue Landesrekorde aufgestellt:
  - 9:45,87 – Miranda Boonstra (Niederlande), zweiter Vorlauf am 10. August
  - 9:52,38 – Elena Romagnolo (Italien), zweiter Vorlauf am 10. August
  - 9:53,07 – Iríni Kokkinaríou (Griechenland), zweiter Vorlauf am 10. August
  - 9:39,24 – Ida Nilsson (Schweden), Finale am 12. August
  - 9:40,36 – Zulema Fuentes-Pila (Spanien), Finale am 12. August

## Legende
Kurze Übersicht zur Bedeutung der Symbolik – so üblicherweise auch in sonstigen Veröffentlichungen verwendet:
| CR | Championshiprekord |
| NR | Nationaler Rekord  |

## Vorrunde
Die Vorrunde wurde in zwei Läufen durchgeführt. Die ersten vier Athletinnen pro Lauf – hellblau unterlegt – sowie die darüber hinaus vier zeitschnellsten Läuferinnen – hellgrün unterlegt – qualifizierten sich für das Halbfinale. Da der zweite Lauf der deutlich schnellere war, kamen alle über die Zeit für das Finale qualifizierten Athletinnen aus diesem Rennen.

### Vorlauf 1

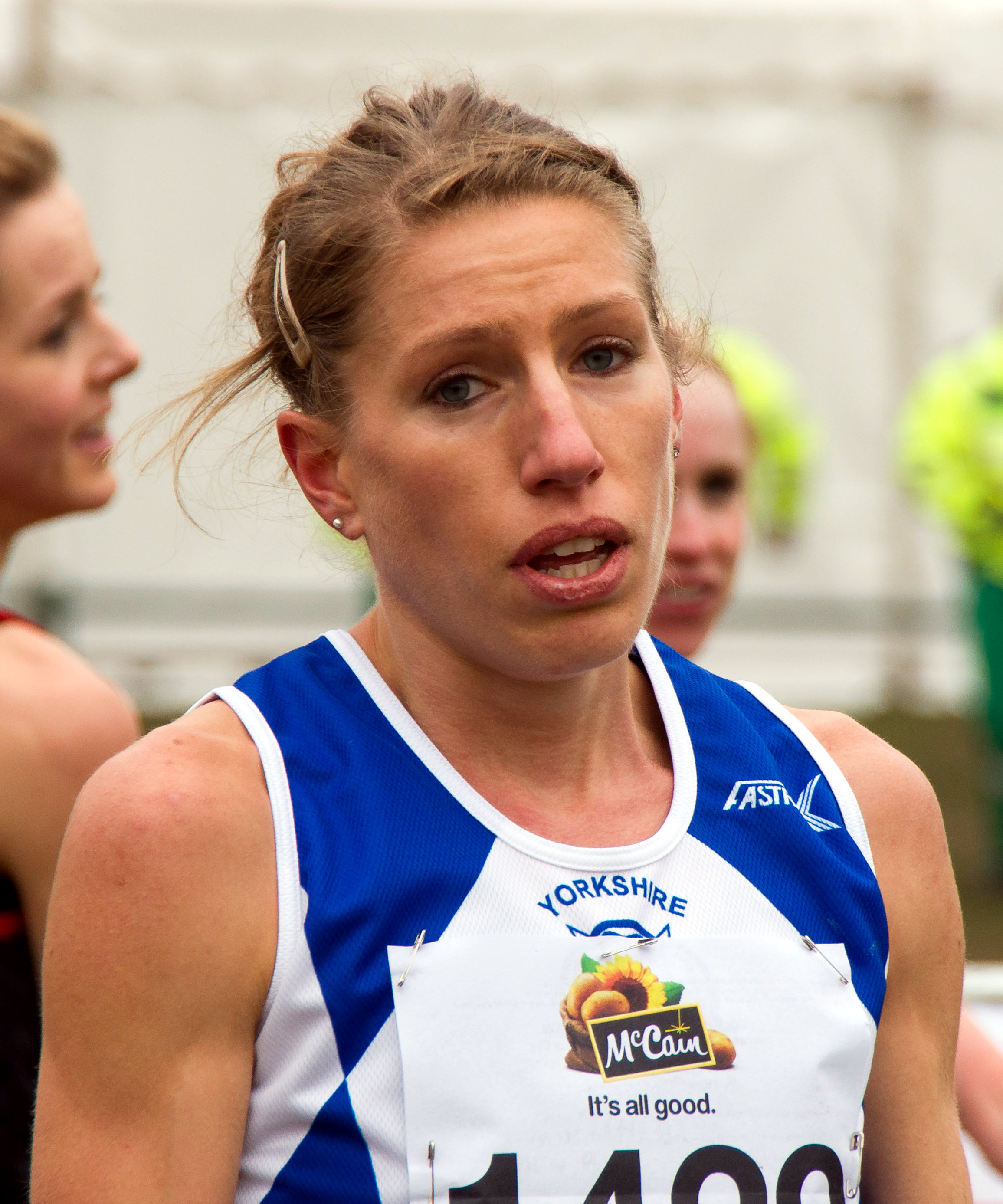
Als Achte ihres Vorlaufs qualifizierte sich Hatti Dean nicht für das Finale
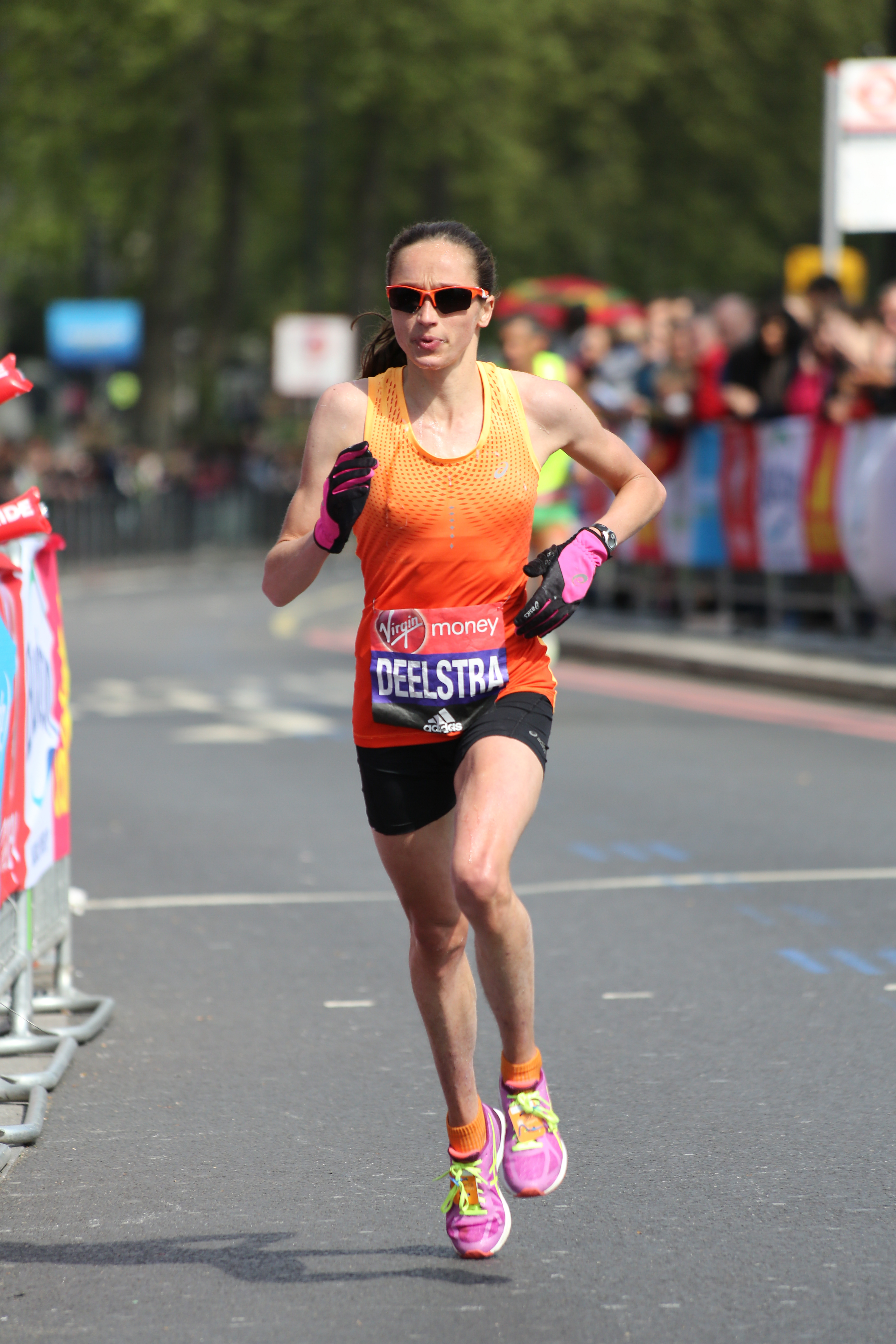
Andrea Deelstra belegte deutlich abgeschlagen dem letzten Platz im ersten Vorlauf

10. August 2006, 10:05 Uhr
| Platz | Name                     | Nation         | Zeit (min)  |
| ----- | ------------------------ | -------------- | ----------- |
| 1     | Tatjana Petrowa          | Russland       | 09:42,08 CR |
| 2     | Ljubow Iwanowa           | Russland       | 09:42,32    |
| 3     | Katarzyna Kowalska       | Polen          | 09:42,50    |
| 4     | Zulema Fuentes-Pila      | Spanien        | 09:43,12    |
| 5     | Roísín McGettigan        | Irland         | 09:47,37    |
| 6     | Lívia Tóth               | Ungarn         | 09:48,10    |
| 7     | Rosa María Morató        | Spanien        | 09:52,02    |
| 8     | Hatti Dean               | Großbritannien | 09:52,97    |
| 9     | Rasa Troup               | Litauen        | 09:53,14    |
| 10    | Christin Johansson       | Schweden       | 09:58,37    |
| 11    | Agnes Tschurtschenthaler | Italien        | 10:00,09    |
| 12    | Ebba Stenbäck Morrison   | Schweden       | 10:00,36    |
| 13    | Dobrinka Schalamanowa    | Bulgarien      | 10:01,56    |
| 14    | Marzena Michalska        | Italien        | 10:11,21    |
| 15    | Louise Mørch             | Dänemark       | 10:29,12    |
| 16    | Andrea Deelstra          | Niederlande    | 10:46,12    |

### Vorlauf 2

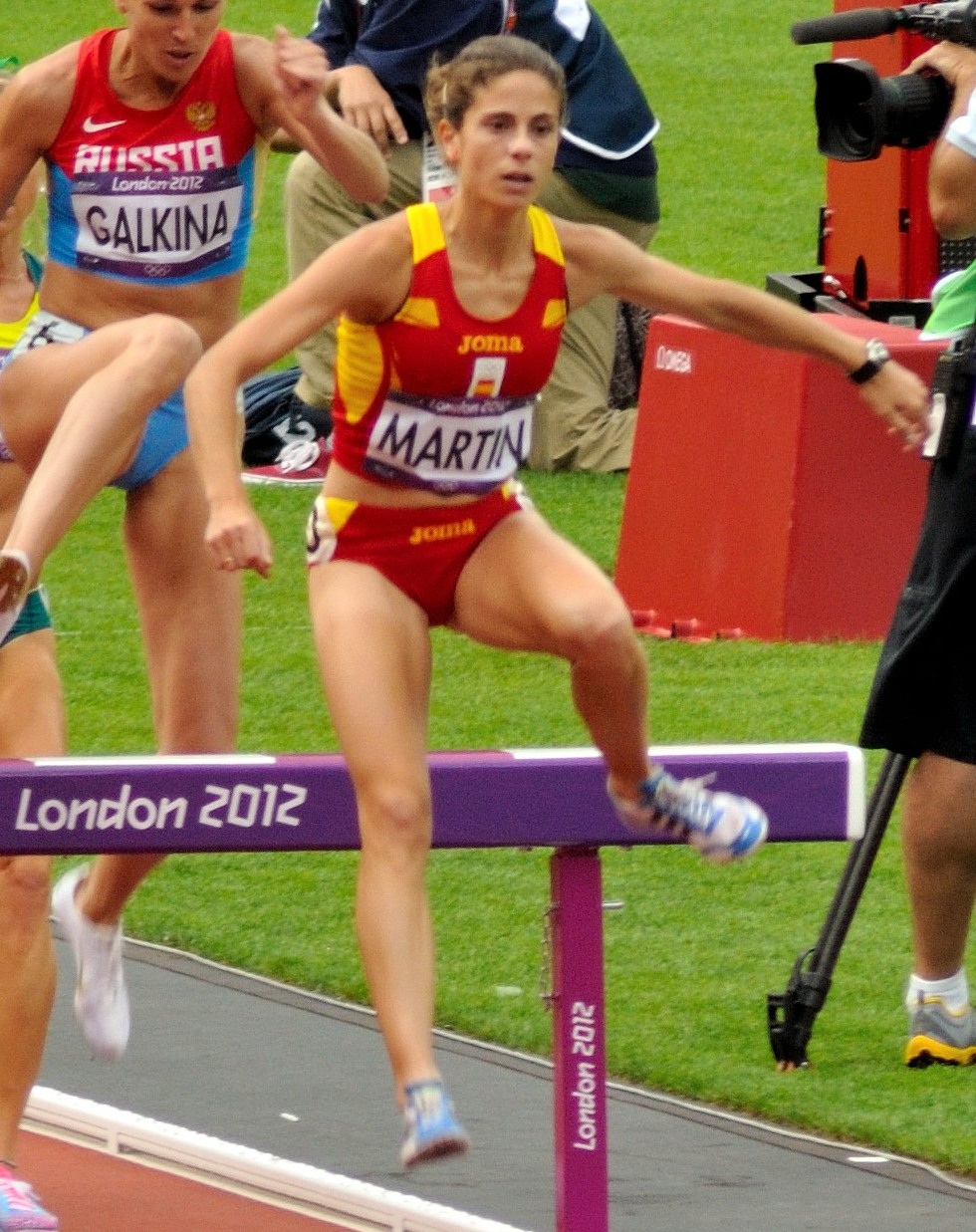
Als Neunte ihres Vorlaufs verpasste Platz Diana Martín das Finale um einen Rang
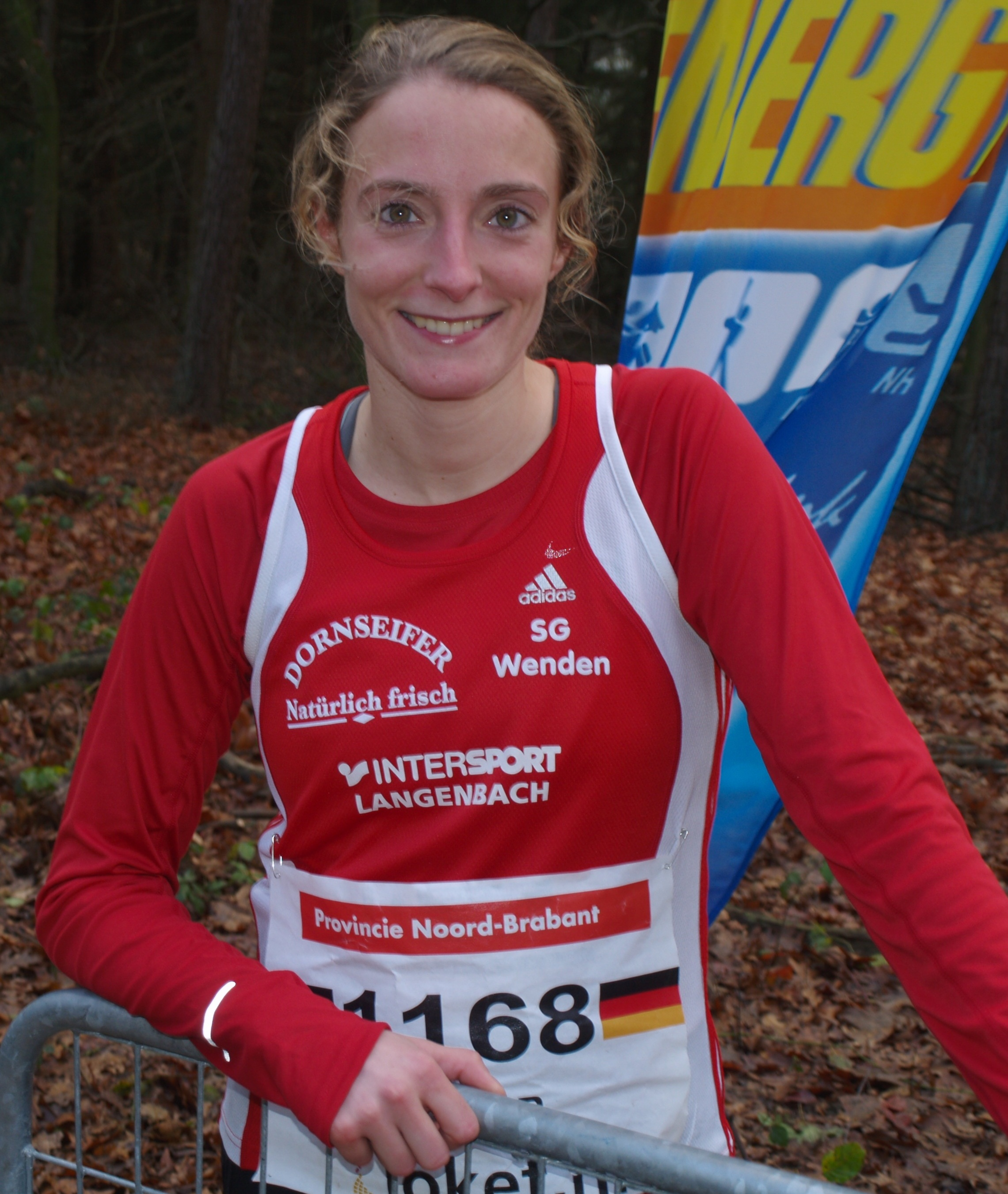
Verena Dreier wurde Zehnte ihres Vorlaufs, was nicht für das Finale reichte
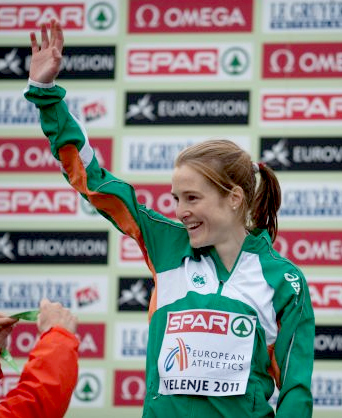
Fionnuala Britton, spätere Fionnuala McCormack, schied als Elfte ihres Vorlaufs aus
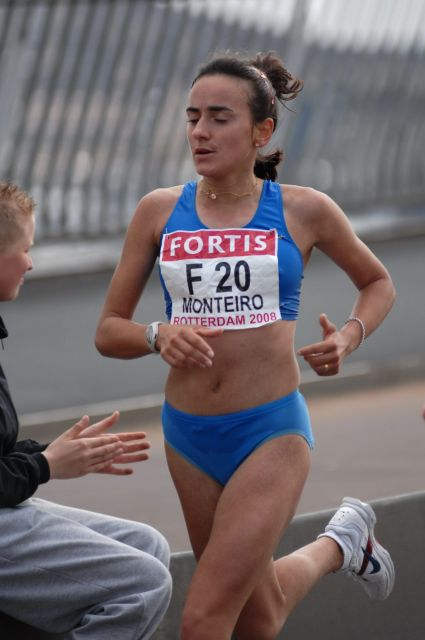
Inês Monteiro erreichte das Ziel im zweiten Vorlauf nicht

10. August 2006, 10:27 Uhr
| Platz | Name                   | Nation       | Zeit (min)  |
| ----- | ---------------------- | ------------ | ----------- |
| 1     | Alessja Turawa         | Ukraine      | 09:37,01 CR |
| 2     | Wioletta Janowska      | Polen        | 09:37,39    |
| 3     | Veerle Dejaeghere      | Belgien      | 09:37,64    |
| 4     | Jelena Sidortschenkowa | Russland     | 09:38,53    |
| 5     | Ida Nilsson            | Schweden     | 09:40,31    |
| 6     | Élodie Olivarès        | Frankreich   | 09:41,25    |
| 7     | Cristina Casandra      | Rumänien     | 09:41,63    |
| 8     | Miranda Boonstra       | Niederlande  | 09:45,87 NR |
| 9     | Diana Martín           | Spanien      | 09:47,82    |
| 10    | Verena Dreier          | Deutschland  | 09:48,90    |
| 11    | Fionnuala Britton      | Irland       | 09:49,20    |
| 12    | Elena Romagnolo        | Italien      | 09:52,38 NR |
| 13    | Iríni Kokkinaríou      | Griechenland | 09:53,07 NR |
| 14    | Türkan Özata-Erişmiş   | Türkei       | 10:21,36    |
| DNF   | Inês Monteiro          | Portugal     |             |

## Finale

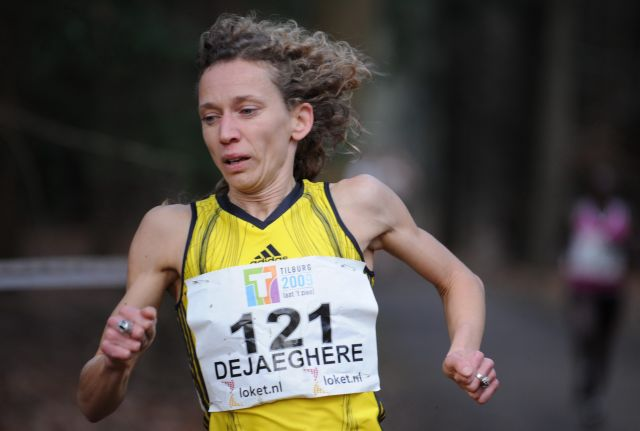
Die fünftplatzierte Veerle Dejaeghere
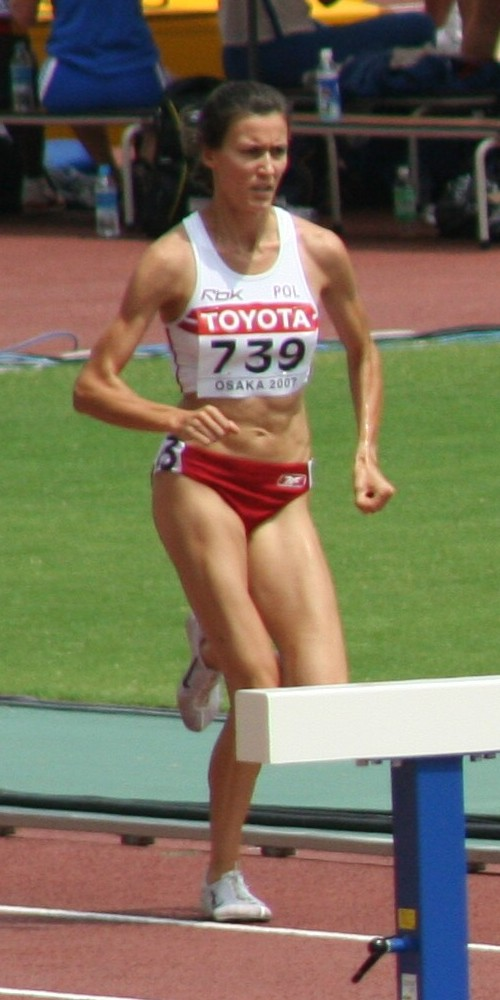
Katarzyna Kowalska erreichte Platz neun
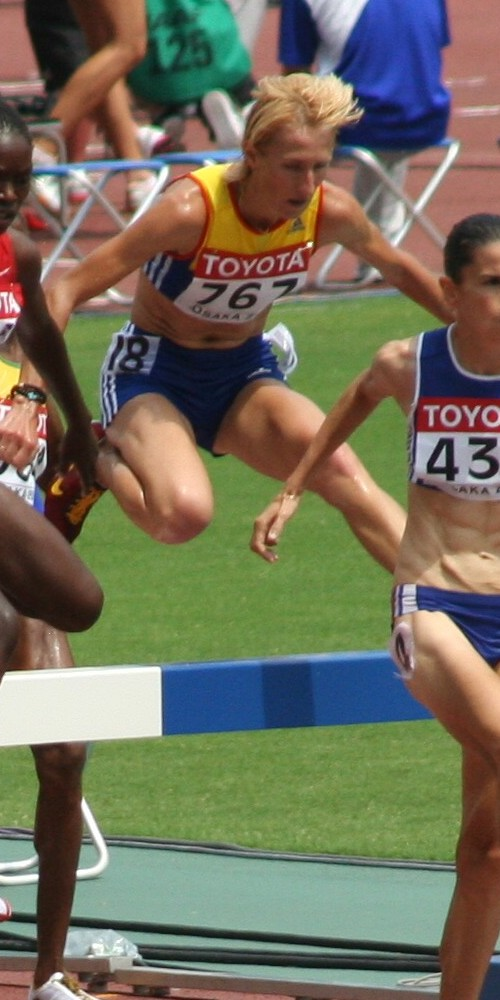
Cristina Casandra kam auf den zehnten Platz
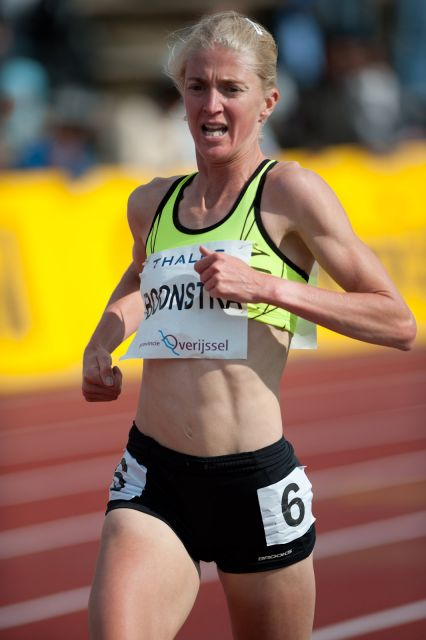
Miranda Boonstra – im Vorlauf Landesrekord, im Finale abgeschlagene Zwölfte

12. August 2006, 16:15 Uhr
| Platz | Name                   | Nation      | Zeit (min)  |
| ----- | ---------------------- | ----------- | ----------- |
| 1     | Alessja Turawa         | Ukraine     | 09:26,05 CR |
| 2     | Tatjana Petrowa        | Russland    | 09:28,05    |
| 3     | Wioletta Janowska      | Polen       | 09:31,62    |
| 4     | Ljubow Iwanowa         | Russland    | 09:33,53    |
| 5     | Veerle Dejaeghere      | Belgien     | 09:35,78    |
| 6     | Jelena Sidortschenkowa | Russland    | 09:38,05    |
| 7     | Ida Nilsson            | Schweden    | 09:39,24 NR |
| 8     | Zulema Fuentes-Pila    | Spanien     | 09:40,36 NR |
| 9     | Katarzyna Kowalska     | Polen       | 09:42,89    |
| 10    | Cristina Casandra      | Rumänien    | 09:42,94    |
| 11    | Élodie Olivarès        | Frankreich  | 09:52,69    |
| 12    | Miranda Boonstra       | Niederlande | 10:20,01    |

Der 3000-Meter-Hindernislauf der Frauen wurde erstmals im Rahmen der Europameisterschaften ausgetragen. Die Siegerin Alessja Turawa lief persönliche Saisonbestleistung. Sie ist die Schwester der Geherin Ryta Turawa, die hier in Göteborg das 20-km-Gehen gewann.

## Videolinks
- Euro Champs 2006 - 3000m Steeplechase, youtube.com, abgerufen am 31. Januar 2023
- 2006 European Championships Women's 3000m Steeplechase, youtube.com, abgerufen am 31. Januar 2023